# Bitka za Britanijo
Bitka za Britanijo je publicističen naziv za boj za prevlado v zraku nad Veliko Britanijo, ki je uradno potekal med 1. julijem in 31. oktobrom 1940. Najtežji zračni boji so potekali med 8. avgustom in 21. septembrom. V tej bitki si je Luftwaffe poskušala zagotoviti prevlado nad RAF, da bi s tem omogočila izvedbo Operacije Morski lev, nemškega izkrcanja na Britanskem otočju.

## Uvod v bitko
Po evakuaciji britanskih ekspedicijskih sil iz Dunkirka (operacija Dinamo) in padcu Francije spomladi 1940, so Nemci želeli končati vojno na zahodu. To bi jim uspelo samo s kapitulacijo zadnje velesile v tem delu Evrope, Združenega kraljestva.
Za ta namen je Hitler zaposlil svoje generale, ki jim je zadal nalogo pripraviti veliko amfibijsko-desantno operacijo na britanski otok. Tako so nastali načrti za operacijo Morski lev, s katero naj bi Tretji rajh spravil Veliko Britanijo na kolena. Hitler in njegovi generali pa so se zavedali, da je za tak podvig treba zagotoviti popolno zračno premoč, zaradi česar je Hitler od glavnega poveljnika Luftwaffe, Hermanna Göringa zahteval, da to premoč zagotovi.
Tudi admiral Raeder je od letalstva zahteval, da mu zagotovi premoč v zraku, poleg te zahteve pa je želel, da Luftwaffe oslabi tudi pomorsko moč Velike Britanije. Ta je namreč imela v domači floti (Home Fleet) več kot 50 rušilcev ter na ducate križark in bojnih ladij. Kraljeva mornarica bi tako resno ogrozila ali celo uničila vsakršen poskus amfibijsko desantne operacije na Otok.  

## Potek bitke
- Luftwaffe je že leta 1939 svoje napade najprej usmerila na pomorske tarče in pristanišča, vendar v zelo omejenem obsegu. Kasneje so nemški bombniki začeli bombardirati ladje v Rokavskem prelivu, kar se šteje kot začetek bitke za Britanijo. Na to so se Britanci odzvali s prekinitvijo pomorskega prometa skozi Rokavski preliv.

- Naslednja faza so bili napadi na nekatera letališča v južni Angliji in radarske postaje ob obali, s čimer so Nemci želeli Britancem in RAF otežiti pravočasno detekcijo svojih letal. Slednja poteza se je izkazala kot precej neuspešna, saj so poškodovane radarje precej hitro popravili.

Vzporedno s tem so Nemci napadli letališča na severu, saj so menili, da je velika večina letalstva RAF skoncentrirana na jugu. Bombniki, ki so poleteli z Danskega in Norveškega, so kljub vsemu naleteli na močan odpor, zato je bilo na nemški strani sestreljenih precej letal. Göring je zato glavnino nemških lovcev namenil za spremljanje in obrambo bombnikov, čeprav bi bila bolj primerna naloga zanje neposredni spopad z letali RAF.

V tej fazi se je pokazala tudi ranljivost nemških bombnikov strmoglavcev (Ju-87 Štuka), ki so bili kljub svoji razvpitosti precej lahek plen britanskih lovcev.
- V nasledni fazi, ki se je začela 19. avgusta 1940 so bila glavna tarča nemških napadov še vedno britanska letališča in pristanišča, obenem pa je Göring ukazal pospešeno gradnjo letal. V napadih so bili prvič bombardirani tudi nekateri civilni predeli Londona, čeprav vzrok za to ni znan (domneva se, da je šlo za napako). Hitler je od vsega začetka namreč izrecno prepovedoval bombardiranje mest, razen v skrajni sili, ko bi to dovolil on osebno. V povračilo za napad na London je RAF prvič bombardirala Berlin.

RAF je imela zaradi neprestanih nemških napadov vedno večje izgube. Proizvodnja letal je bila sposobna zagotoviti dovolj novih letal, težave pa so se pojavile s številom pilotov. Precej dobrih pilotov je bilo sestreljenih med ščitenjem evakuacije britanskih sil iz Dunkirka, novinci pa so imeli za seboj le osnovno šolanje, zaradi česar je bilo med njimi precej žrtev. 
Iz težav so RAF pomagali piloti iz drugih držav. Najprej so se vključili piloti iz Avstralije, Nove Zelandije in ostalih držav Commonwealtha. Kasneje so se vključili tudi piloti iz Francije, Češkoslovaške in Poljske. Predvsem češki in poljski piloti so se zelo izkazali, saj so bili večinoma vojaški piloti že pred vojno, nekateri pa so imeli tudi bojne izkušnje iz Francije. Obenem so leteli bolj po svoje in niso kaj dosti upoštevali zastarele in nefleksibilne britanske taktike zračnega boja.
Nemci kljub vsem poskusom in številčni premoči niso bili zmožni doseči prevlade v zraku nad Britanijo, zato se je pomorska invazija na Britanijo prestavila za nedoločen čas. Ker so se napadi RAF na Berlin in Nemčijo nadaljevali, je Hitler odobril napade na britanska mesta. 7. septembra 1940 so se začeli napadi na London. Ker so Nemci preusmerili napade od letališč k mestom, so si sile RAF lahko opomogle in ponovno začele z odbijanjem nemških napadov.

Nemške izgube so postavile nadaljevanje operacije pod vprašaj. Oktobra 1940 so se nemški napadi nehali, decembra istega leta pa je bila celotna invazija odpovedana in bitka za Britanijo je bila končana.

## Rezultat bitke
Bitka za Britanijo je bil prvi poraz nemških sil. Kljub temu pa se Hitler s tem ni preveč obremenjeval, saj takrat britanske sile še niso bile zmožne ogroziti nemških načrtov bliskovite vojne. Britanci so z odločnim odporom dali tudi upanje ostalim državam, saj jim je uspelo prestati napad.
Kljub nemškim napadom na britanske industrijske objekte je RAF nadomeščala letala hitreje, kot pa je to uspelo nemški Luftwaffe. Izgube velikega števila letal in izkušenih pilotov so povzročile, da si Luftwaffe do konca vojne ni popolnoma opomogla.
Ker so Britanci odbili nemški napad, so lahko reorganizirali svoje sile, Britansko ozemlje pa je kasneje služilo kot zavezniško oporišče v Evropi.

## Nasprotujoči si sili

### Luftwaffe
Imela je letala:
Junkers Ju 87 (Štuka), Messerschmitt Bf 109, Messerschmitt Me 110, Dornier Do 17, Dornier Do 215 in Dornier Do 217, Heinkel He 111, Junkers Ju 88.

### RAF
Imela je letala Supermarine Spitfire in Hurricane , Bristol Blenheim , Bristol Beaufighter, Boulton Paul Defiant.        